# 施瓦茨河 (伍珀河支流)
51°16′29.35″N 7°13′19.32″E / 51.2748194°N 7.2220333°E

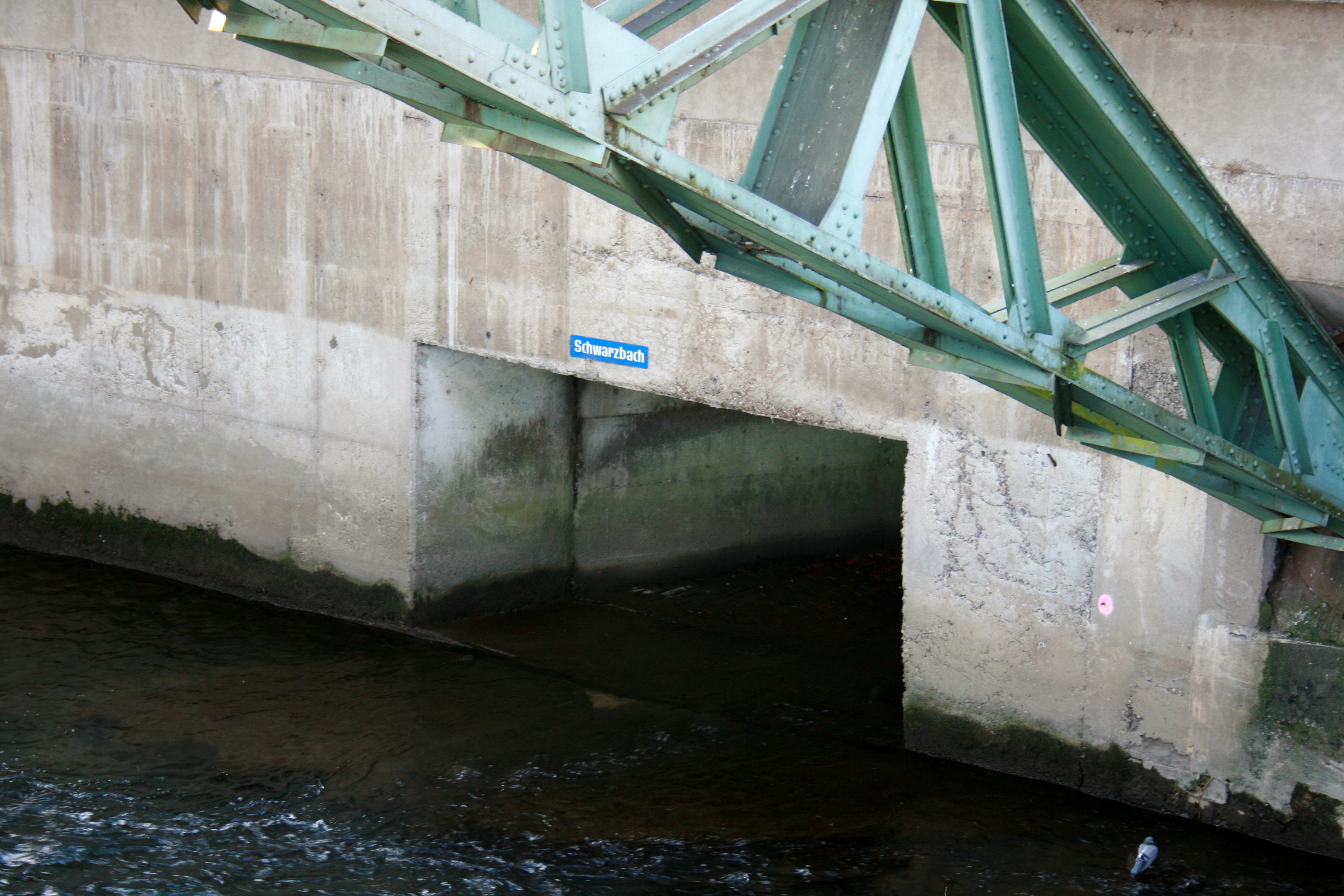

施瓦茨河（德語：Schwarzbach），是德國的河流，位於該國西部，處於北萊茵-威斯特法倫州，屬於伍珀河的右支流，河道全長4公里，流域面積7.1平方公里。